# Erichsonius cinerascens
Erichsonius cinerascens  (лат.) — вид жуков-стафилинидов из подсемейства Staphylininae. Распространён в Европе, Марокко, России и Армении. Живут во мхах рода сфагнум в местностях, поросших вереском, под зарослями растений, опавшей листвой и в мути болотистой почвы, на берегах водоёмов и рек.

## Описание преимагинальных стадий
Куколки длиной 2,7—2,9 мм, широчайшая точка (между коленями задних ног) — 1.06—1.1 мм. Тело желтовато-коричневое с притемнёнными краями; щетинковидные выступы коричневые. Кутикула сильно склеротизированная.